# 1207 Остенія
1207 Остенія (1207 Ostenia) — астероїд головного поясу, відкритий 15 листопада 1931 року.
Тіссеранів параметр щодо Юпітера — 3,216.